# Уолтоны
«Уолтоны» (англ. The Waltons) — длительный американский телесериал, созданный Эрлом Хэмнером—младшим и основанный на одноименной книге Гора Спенсера, который транслировался на канале CBS на протяжении девяти сезонов, с 14 сентября 1972 по 4 июня 1981 года. Сюжет сериала был сосредоточен на семействе из сельской местности в Виргинии во времена Великой депрессии и Второй мировой войны.
«Уолтоны» стал одним из наиболее популярных телесериалов семидесятых годов благодаря своим реалистичным изображениям социальных значимых проблем. Первоначально проект запускался в качестве телефильма в 1971 году, однако огромная положительная реакция со стороны общественности подтолкнула CBS превратить фильм в сериал. Пик успеха сериала пришелся на второй сезон, который занял вторую строчку в годовой таблице самых рейтинговых программ. В целом на протяжении шести из девяти сезонов сериал находился в Топ двадцать самых рейтинговых программ на телевидении. После финала шоу в 1981 году было снято несколько телефильмов-продолжений и вплоть по настоящее время повторы сериала выходят на ряде каналов во многих странах мира.
Сериал на протяжении всего периода показа был любим критиками. За свою десятилетнюю историю сериал получил ряд наград, в том числе тринадцать премий «Эмми», включая награду за лучший драматический сериал в 1973 году. Также проект выиграл три «Золотых глобуса», «Пибоди», «Выбор народа» и ещё получил несколько десятков номинаций и наград.
27 января 1992 года и сам президент США Джордж Буш-старший упомянул в своей речи, заявив: «Мы будем продолжать наши старания по укреплению американской семьи, чтобы сделать американские семьи намного больше похожими на Уолтонов, и намного меньше похожими на Симпсонов». На это авторы мультсериала иронически ответили устами Барта в коротком ролике, который был показан три дня спустя, перед повтором серии «Совершенно безумный папа»: «Эй, мы точно такие же, как Уолтоны. Мы тоже молимся о конце Депрессии».